# Cantharellus minor
Cantharellus minor es una especie de hongo del género Cantharellus nativa del este de América del Norte. Es uno  de los más pequeños de su género. Se sospecha que es micorriza, encontrado en asociación con robles y musgo.  Recientemente C. minor ha sido reportado en bosques semiperennifolios y perennifolios en las Ghats occidentales, en Kerala, India, formando asociaciones ectomicorrizas con especies de árboles como Vateria indica, Diospyros malabarica, Hopea parviflora, y el género Myristica. El píleo de C. minor mide entre 0.5 y 3 centímetros de ancho y es convexo y umbonado, a menudo ligeramente deprimido, y en algunos adquiere forma de embudo. Sus láminas son decurrentes, y se decolora a un blanco amarillento en la madurez. El estípite mide menos de 4 centímetros de alto. Florece en el verano y otoño.  A pesar de que es insustancial, es comestible.